# Privatbrauerei Hösl
La Privatbrauerei Hösl est une brasserie à Mitterteich, dans le Land de Bavière.

## Histoire
Le 1er février 1906, Michael Hösl senior reprend la Gambrinusbrauerei à Mitterteich, fondée à l'origine en 1870. En raison de conflits de nom avec la Gambrinusbrauerei à Weiden, la brasserie est rebaptisée Hösl-Bräu en 1930. En 1947, son fils Hans Hösl reprend l'entreprise. Le 1er janvier 1985, ses fils Michael et Maximilian Hösl reprennent la brasserie, alors connue sous le nom de Höslbräu OHG. Après la faillite de l'Offene Handelsgesellschaft en 1993, Michael Hösl continue à diriger l'entreprise en tant que Privatbrauerei Hösl.
Au cours de l'histoire, un certain nombre de transformations, d'extensions et de nouveaux bâtiments ont lieu. Par exemple, en 1967, un puits de 100 mètres de profondeur est foré pour fournir de l'eau de brassage.

## Production
La gamme de produits comprend les types de bière Edelhell, Edel Pilsener, Hösl Urstoff, Oberpfälzer Landgold, Zünftiges Wirtshausbier, Tandem Radler, Märzen, Abt Andreas et Communbräu-Zoigl.
Les Weizenbier sont les "Weissbier Resi" Helles Weissbier, "Weissbier Resi" Leichtes Weissbier, "Weissbier Resi" Dunkles Weissbier, "Weissbier Resi" Hochzeitsweissbier et Wiskey-Weisse.
Les Süffikus Starkbier et Communbräu Winterzoigl sont produits de façon saisonnière.
La bière est embouteillée dans des bouteilles avec une capsule et des bouteilles avec un bouchon mécanique.
Les ventes sont essentiellement régionales. Des livraisons sont également effectuées en Italie, en Pologne et en France.